# كأس التشيك 2011–12
كأس التشيك 2011–12 (بالتشيكية: Pohár České pošty 2011/12)‏ هو موسم من كأس التشيك. أقيم خلال الفترة 23 يوليو 2011 وحتى 2 مايو 2012، وأشرف على تنظيمه اتحاد جمهورية التشيك لكرة القدم، وكان عدد الأندية المشاركة فيه 126، وفاز فيه نادي سيغما أولوموتس.